# Monfragüe (stacja kolejowa)
Monfragüe (hiszp. Estación de Monfragüe), historycznie znana jako Plasencia-Empalme lub Palazuelo-Empalme – stacja kolejowa w miejscowości Malpartida de Plasencia, w prowincji Cáceres, we wspólnocie autonomicznej Estremadura, w Hiszpanii. Stanowi węzeł kolejowy, w którym połączonych jest kilka linii. Posiada usługi dalekobieżne i średnie obsługiwane przez Renfe. W pobliżu znajduje się kolejowe miasto Monfragüe, które od 2004 kest kandydatem do obiektu o znaczeniu kulturowym w kategorii zabytków.

## Położenie stacji
Znajduje się na Madryt – Valencia de Alcántara w km 251,6, pomiędzy stacjami Casatejada i Mirabel. Jest też punktem wyjścia dla linii Plasencia – Astorga.

## Historia
Stacja została otwarta w dniu 20 października 1881, po otwarcia do ruchu linii Malpartida de Plasencia-Arroyo, linii która połączyła stolicę Hiszpanii z Malpartida de Plasencia i dalej z granicą portugalskiej przez Badajoz. Prace zostały przeprowadzone przez Compañía del Ferrocarril del Tajo. W 1880 roku spółka ta stała się znana pod skrótem MCP, od trasy Madryt-Cáceres-Portugalia po ukończeniu prac Madryt-Malpartida, Malpartida-Cáceres i Cáceres-granica. Pomimo tak ważnej trasy, przedsiębiorstwo kolejowe nigdy nie cieszyło się dobrymi wynikami finansowymi. Przejęte zostało przez państwo w 1928 roku, aby stworzyć Compañía Nacional de los Ferrocarriles del Oeste. W 1941 roku, w wyniku nacjonalizacji kolei w Hiszpanii, stała się częścią nowo utworzonego RENFE.
Od 31 grudnia 2004 Renfe Operadora zarządza liniami, podczas gdy Adif jest właścicielem obiektów kolejowych. Własność infrastruktury przeszła na Adif Alta Velocidad w czerwcu 2014.

## Linie kolejowe
- Linia Madryt – Valencia de Alcántara
- Linia Plasencia – Astorga

## Połączenia
Na tej stacji zatrzymują się wszystkie pociągi regionalne, Regional Exprés (dawniej zwane TRD), MD i Intercity linii 52.
| Linia MD | Pociągi         | Z/Do                                     |  | Do/Z                   |
| -------- | --------------- | ---------------------------------------- |  | ---------------------- |
|          | Intercity       | Madrid-Chamartín Madrid-Atocha Cercanías |  | Cáceres Mérida Badajoz |
| 52       | Regional Exprés | Madrid-Atocha Cercanías                  |  | Plasencia Cáceres      |